# Antonio Olmo (futbolista)
Antonio Olmo Ramírez (conocido futbolísticamente como Olmo; Sabadell, 18 de enero de 1954) es un destacado futbolista español de los años 70 y 80. Desarrolló toda su carrera deportiva en el F. C. Barcelona, y disputó una Copa Mundial de Fútbol y Eurocopa con la selección española, concretamente el Mundial de Argentina 1978, y la Eurocopa en Italia 1980.

## Biografía como futbolista

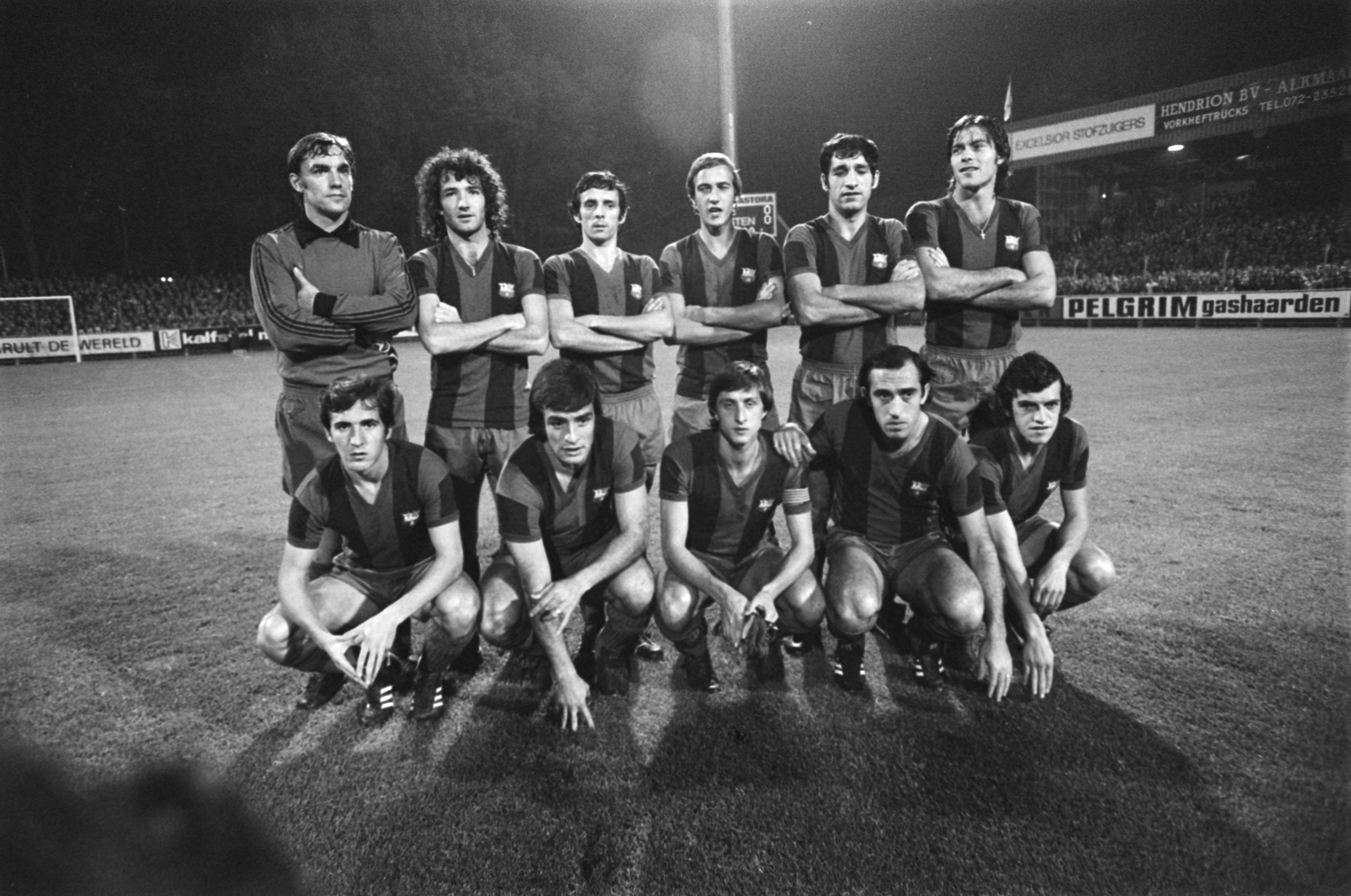
Plantilla del Futbol Club Barcelona del año 1977

Olmo nació en Sabadell el 18 de enero de 1954. Jugaba en la posición de defensa libre. En 1971 fichó por el Barcelona Atlético de Tercera División. La temporada 1972-73 fue cedido al FC Calella volviendo al Barcelona Atlético la temporada siguiente. El 14 de mayo de 1976 ingresó en el primer equipo del FC Barcelona donde llegó a ser capitán. Disputó 350 partidos con el club azulgrana marcando 8 goles. Hizo un gran tándem defensivo con Migueli. La llegada de Alexanko provocó que jugara menos partidos y que con sólo 30 años decidiera retirarse del fútbol para dedicarse a sus negocios y al trabajo en las divisiones inferiores del club, en el año 1984. 
Fue internacional juvenil y olímpico con la selección española.  Fue internacional absoluto en 13 ocasiones. Disputó el Mundial de Argentina 1978 donde jugó dos partidos contra Brasil y Suecia. También disputó la Eurocopa de Italia 1980.

## Equipos
| Club                  | País   | Año  |
| --------------------- | ------ | ---- |
| Barcelona Atlético    | España | 1971 |
| FC Calella            | España | 1972 |
| Barcelona Atlético    | España | 1973 |
| Futbol Club Barcelona | España | 1976 |

## Palmarés
| Título                             | Club         | Año  |
| ---------------------------------- | ------------ | ---- |
| Copa española de fútbol            | FC Barcelona | 1978 |
| Recopa de Europa de fútbol         | FC Barcelona | 1979 |
| Copa española de fútbol            | FC Barcelona | 1981 |
| Recopa de Europa de fútbol         | FC Barcelona | 1982 |
| Copa española de fútbol            | FC Barcelona | 1983 |
| Copa de la Liga española de fútbol | FC Barcelona | 1983 |
| Supercopa de España de Fútbol      | FC Barcelona | 1983 |

## Biografía como entrenador y Coordinador en fútbol base
Dispone de título de entrenador de futbol profesional. (UEFA PRO)
En el F.C Barcelona, categorías  de infantiles,cadetes y  juveniles desde la temporada 1984 hasta la temporada 1991. ( U12,U15,U17). También durante la temporada 1997/97 entrenador de juveniles U15.
En estas etapas y edades ha sido  formador y entrenador de Pep Guardiola, Xavi Hernández, Pepe Reina, Víctor Valdés, Sergi Barjuan,Lluís Carreras,Jordi Cruyff entre otros muchos jugadores que han tenido una larga carrera profesional en distintos equipos y ligas profesionales.
En el C.E Sabadell desde la temporada 1991 hasta la 1996. Estuvo como entrenador de los equipos juveniles U15 y U17. Durante esta fase en el fútbol formativo se hizo cargo del desarrollo y coordinación de los equipos juveniles.
Durante un año y como entrenador se hizo cargo del primer equipo  que entonces militaba en la segunda división del fútbol español. 
C.D. EL NACIONAL. - ECUADOR- Año 2012. Director deportivo.
C.D. HOSPITALET - Barcelona- Año 2015/6. Entrenador segunda división B, Española
Viene actuando como coordinador en equipos en fase  formativa.

## Scouter - Asesor de futbolistas
Como profesional del tema  y dado que cada fin de semana y durante el año se han visionado numerosos partidos de fútbol formativo, también se efectúan  funciones de observador de nuevos talentos. Es relativamente fácil detectar nuevos talentos en edades tempranas. Más difícil es su gestión y acompañamiento en el crecimiento personal y deportivo. En especial cuando se va adquiriendo  y creciendo en valor económico.
Por trayectoria y experiencia profesional se reciben videos y otra información de futbolistas extranjeros  recabando su consejo para poder progresar en el fútbol. 
Capacidad de gestión profesional de deportistas, en conexión con otros profesionales, futbolistas, agentes y representantes, entrenadores  y árbitros. Desde el nivel amateur hasta el más alto y reconocido profesional a nivel internacional.